# Sundutan Tigo
Sundutan Tigo is een bestuurslaag in het regentschap Mandailing Natal van de provincie Noord-Sumatra, Indonesië. Sundutan Tigo telt 2356 inwoners (volkstelling 2010).